# Холланд, Вики
Вики Холланд (англ. Vicky Holland; род. 12 января 1986, Глостер) — британская триатлонистка, бронзовый призёр Олимпийских игр, двукратная чемпионка мира в смешанной команде, чемпионка Мировой серии 2018 года.

## Карьера
Вики Холланд родилась в Глостере 12 января 1986 года.
По состоянию на 2012 год, рост спортсменки составляет 168 см, вес 59 кг. Тренером Вики Холланд является Даррен Смит.
Во время учебы в школе Холланд была пловцом национального уровня, после чего перешла в лёгкую атлетику, бегая 1500 метров. Она начала соревноваться в триатлоне только на втором курсе Университета Лафборо после предложения Британской федерации триатлона.
На Кубке мира 2010 года Холланд заняла восьмое место в общем зачете, получив право на участие в Британской национальной лотерее в рамках программы World Class Performance.
На этапе Кубка мира в Сан-Диего в мае 2012 года Холланд заняла пятое место, тогда золото выиграла Хелен Дженкинс. Позже в том же месяце на турнире в Мадриде Холланд заняла седьмое место.
Холланд на этапах Кубка мира обошла соотечественницу Лиз Блатчфорд во всех соревнованиях и вошла в состав сборной Великобритании на Олимпиаду-2012 в Лондоне. Помимо Вики в женском триатлоне от Великобритании выступали Хелен Дженкинс и Люси Холл.
Олимпийский триатлон проходил в Гайд-парке, а заплыв — в Серпентине. Велогонка состояла из четырёх кругов, каждый из которых начинался у ворот Королевы Елизаветы, проходил через Веллингтонскую арку, далее по Конститьюшн-хилл и затем огибал Букингемский дворец, после чего спортсмены разворачивались в обратном направлении. Холланд прошла дистанцию за два часа, две минуты и 55 секунд, заняв 26-е место.
Холланд взяла золото в смешанной командной эстафете на Играх Содружества 2014 года вместе с братьями Браунли и Джоди Стимпсон.
В апреле 2015 года Холланд одержала свою первую победу в Мировой серии на этапе в Кейптауне За этим последовала вторая победа в Мировой серии в Эдмонтоне и третье место в Финале в Чикаго. Это позволило ей подняться в рейтинге и попасть в олимпийскую сборную Великобритании в Рио-2016, где завоевала бронзу.
В 2018 во второй раз в карьере выиграла этап в Эдмонтоне.